# Roger Donaldson
Roger Lindsey Donaldson (ONZM) (nascut el 15 de novembre de 1945) és un productor, guionista i director de cinema neozelandès nascut a Austràlia. Les seves pel·lícules inclouen el drama de relacions de 1981 Smash Palace, les pel·lícules de Kevin Costner Sense sortida (1987) i Tretze dies (2000), i la pel·lícula de desastres de 1997 Un poble anomenat Dante's Peak. Ha treballat dues vegades cadascun amb els actors Kevin Costner, Pierce Brosnan, Anthony Hopkins i Michael Madsen. Donaldson també va treballar amb els actors Tom Cruise, Liam Neeson, Daniel Day-Lewis, Bruce Greenwood, Dexter Fletcher, Bernard Hill, Laurence Olivier, Edward Fox, Al Pacino i molts més.

## Vida i carrera
Donaldson va néixer a Ballarat, Victoria, on va assistir a la Ballarat High School. El 1965 va emigrar a Nova Zelanda, on va establir un petit negoci de fotografia fixa i va començar a fer anuncis. Donaldson també va dirigir documentals, incloent una sèrie d'aventures amb el neozelandès Sir Edmund Hillary, que va conquerir l'Everest, així com les seves primeres aventures en el drama. Donaldson i l'actor/director Ian Mune van col·laborar en una sèrie de projectes per a televisió, inclosa la sèrie d'antologia Winners and Losers, basada en contes d'autors neozelandesos.
El 1976, Donaldson va dirigir i produir el seu primer llargmetratge, Sleeping Dogs. La pel·lícula va protagonitzar Mune i Sam Neill com dos homes que lluiten per les seves vides en una Nova Zelanda totalitària. El va seguir amb Smash Palace, protagonitzada per Bruno Lawrence com un home que segresta la seva filla després que el seu matrimoni es desintegra.
La ruptura internacional de Donaldson va arribar quan el productor Dino de Laurentiis el va convidar a dirigir una adaptació de Mutiny on the Bounty, després que el director de Lawrence d'Aràbia David Lean va deixar el projecte. La pel·lícula, estrenada com a Motí a bord, fou protagonitzada per Anthony Hopkins com a William Bligh i Mel Gibson com a amotinat Fletcher Christian. Donaldson va ser nominat per a una Palma d'Or al Festival de Cinema de Canes de 1984 per la pel·lícula.
Donaldson va dirigir moltes pel·lícules populars i d'èxit. El seu gran èxit americà va ser el thriller Sense sortida, protagonitzat per Kevin Costner i Gene Hackman. Cocktail, protagonitzada per Bryan Brown i Tom Cruise, va ser atacada per la crítica, però ho va resultar molt bé a taquilla, basant-se en gran manera en el poder estrella de Cruise. La pel·lícula sobre el desastre del volcà Dante's Peak, protagonitzada per Pierce Brosnan i Linda Hamilton, va ajudar a restaurar l'estatus de Donaldson després d'una sèrie de pel·lícules amb menys èxit. Tretze dies, un thriller polític protagonitzat per Kevin Costner, va adaptar The Kennedy Tapes, un llibre de Ernest R. May i Philip Zelikow, que va ser un relat detallat de la Crisi dels míssils de Cuba. També va dirigir el conte de ciència-ficció Species, espècie mortal, i el 2003, la pel·lícula d'Al Pacino i Colin Farrell The Recruit . Donaldson va escriure i dirigir Burt Munro: Un somni, una llegenda, que es va estrenar el 2005. La pel·lícula va ser protagonitzada per Anthony Hopkins i va representar els intents reeixits de Burt Munro per aconseguir rècords de velocitat en moto a Bonneville Salt Flats a la dècada de 1950.
El seu fill Chris és un velocista que ha representat Nova Zelanda als Jocs Olímpics en proves de 100 i 200 metres.
Als Honors de l'aniversari de la reina de 2018, Donaldson va ser nomenat Oficial de l'Orde del Mèrit de Nova Zelanda, pels serveis al cinema.

## Filmografia

### Cinema
| Any  | Títol                              | Director | Productor | Guionista |
| ---- | ---------------------------------- | -------- | --------- | --------- |
| 1977 | Sleeping Dogs                      | Sí       | Sí        | No        |
| 1980 | Nutcase                            | Sí       | No        | No        |
| 1981 | Smash Palace                       | Sí       | Sí        | Sí        |
| 1984 | Motí a bord                        | Sí       | No        | No        |
| 1985 | Marie                              | Sí       | No        | No        |
| 1987 | Sense sortida                      | Sí       | No        | No        |
| 1988 | Cocktail                           | Sí       | No        | No        |
| 1990 | L'home del Cadillac                | Sí       | Sí        | No        |
| 1992 | White Sands                        | Sí       | No        | No        |
| 1994 | La fugida                          | Sí       | No        | No        |
| 1995 | Species, espècie mortal            | Sí       | No        | No        |
| 1997 | Un poble anomenat Dante's Peak     | Sí       | No        | No        |
| 2000 | Tretze dies                        | Sí       | No        | No        |
| 2003 | The Recruit                        | Sí       | No        | No        |
| 2005 | Burt Munro: Un somni, una llegenda | Sí       | Sí        | Sí        |
| 2008 | The Bank Job                       | Sí       | No        | No        |
| 2011 | El pacte                           | Sí       | No        | No        |
| 2014 | The November Man                   | Sí       | No        | No        |

Documentals
| Any  | Títol                         | Director | Productor executiu |
| ---- | ----------------------------- | -------- | ------------------ |
| 2004 | The Making of "Sleeping Dogs" | No       | Sí                 |
| 2017 | McLaren                       | Sí       | No                 |

Curtmetratges
- Lawyers (2010)

### Televisió
Sèries de televisió
| Any       | Títol                                     | Director | Productor | Guionista | Notes        |
| --------- | ----------------------------------------- | -------- | --------- | --------- | ------------ |
| 1971      | Burt Munro: Offerings to the God of Speed | Sí       | Sí        | No        | Curtmetratge |
| 1974      | Derek                                     | Sí       | No        | Sí        |              |
| 1975–1976 | Winners & Losers                          | Sí       | Sí        | Sí        |              |
| 1999      | Fearless                                  | No       | Executiu  | No        |              |

Telefilm
- Survey (1972)
- Jocko (1981)